# Hanns Ludin
Hanns Elard Ludin (10. června 1905 Freiburg im Breisgau – 9. prosince 1947 Bratislava) byl vyslanec Německé říše ve Slovenském státu.
Jeho faktické postavení odpovídalo postavení zástupce Německa ve vazalském státu. Ludin byl jedním z iniciátorů vstupu německých vojsk na území Slovenska po vypuknutí SNP. Podílel se i na sestavování vlády Štefana Tisa (5. září 1944). Před Rudou armádou uprchl spolu s ľudáckými představiteli do Rakouska. Byl zatčen Američany a vydán do Československa. Národním soudem v Bratislavě byl odsouzen k trestu smrti a v prosinci 1947 popraven. Zásadní přitěžující okolností byl jeho podíl na deportaci Židů.